# Rivka Bayech
Rivka Bayech (hebreiska: רבקה באייך), född 25 juni 1999 i Etiopien, är en israelisk taekwondoutövare.

## Karriär
Bayech föddes i Etiopien men emigrerade som fyraåring med sin familj till Israel.
I april 2021 vid EM i Sofia tog Bayech brons i 46 kg-klassen.  I maj 2022 vid EM i Manchester tog hon sitt andra raka EM-brons i 46 kg-klassen.